# Liseborg
Liseborg er en bydel i det sydlige Viborg 4 km fra centrum. Her finder man foruden Liseborgcentret også Søndre Skole hvor 650 elever har deres daglige gang. Det vestlige Liseborg grænser op til City Vest Storcenter hvor der ligger adskillige butikker og Bilka.
Fodboldklubben Søndermarkens Idræts Klub og Team Viborg er hjemmehørende i Liseborg.
56°26′14″N 9°22′23″Ø / 56.4371°N 9.3731°Ø